# Karl Gottfried Philipp
Karl Gottfried Philipp (* 16. Dezember 1896 in Watzenborn-Steinberg; † 1. September 1968) war ein hessischer Politiker (CDU) und ehemaliger Abgeordneter des Hessischen Landtags.
Karl Gottfried Philipp arbeitet nach dem Besuch der Volksschule 1911 bis 1921 als Bergmann. Seit 1921 war er Ziegeleiarbeiter. In beiden Weltkriegen leistete er Kriegsdienst.
1945 war er einer der Mitbegründer der Christlich-Demokratischen Partei, später der CDU. Vom 26. Februar 1946 bis zum 14. Juli 1946 war Karl Gottfried Philipp Mitglied des ernannten Beratenden Landesausschusses und vom 15. Juli 1946 bis zum 30. November 1946 der Verfassungberatenden Landesversammlung. In der ersten Wahlperiode vom 1. Dezember 1946 bis zum 30. November 1950 war er Mitglied des Hessischen Landtags. 1949 war er Mitglied der 1. Bundesversammlung.